# Harada Rihakou
Harada Rihakou est un peintre, illustrateur et poète japonais, né le 24 août 1890 à Tokyo sous le nom de Harada Hikotarô et mort le 19 octobre 1954 à Niedernai (Bas-Rhin). Il abandonne des études de droit et quitte le Japon pour poursuivre une carrière de peintre en France en 1931. Il a côtoyé notamment, le peintre Kishida Ryûsei (1891-1929), le romancier Saneatsu Mushanokōji (1885-1976), l’écrivaine franco-japonaise Kikou Yamata (1897-1975) et l’ambassadeur et homme de lettres Paul Claudel. Ses œuvres sont diverses, allant de l’illustration en noir et blanc à la peinture sur soie.

## Harada et la peinture
Au cours des années 1920, Harada s’exerce à la peinture au côté du peintre Kishida Ryûsei. Le Journal personnel et illustré de Ryûsei (Ryûsei enikki) contient plusieurs passage traitant du style de Harada ainsi que quelques illustrations le représentant. À l’automne 1922, Harada participe à la 9e exposition de la « Société de l’herbe et de la terre » (Sôdosha) organisée autour de Kishida et proposant une exposition de peinture de style occidental yôga. En 1927 Harada participe à la première exposition de peinture du Nouveau Village (Atarashiki mura) organisée à la librairie Kinokuniya à Shinjuku par la communauté agricole fondée par Saneatsu Mushanokôji dans la province de Miyazaki dès 1918. Il y expose deux toiles intitulées Pastèque et aubergine (Suika to nasu) et Le rêve de Jacob (Yakobu no yume). Harada restera en contact avec Mushanokôji même après son arrivée en France. Dans un court texte intitulé « Tableau de plaquemines et de mandarines » (Kaki to mikan no ga), Mushanokôji rapporte que Harada lui fit visiter des expositions d’art à Paris lors de son voyage en France en 1936.
Harada arrive en France en 1931 à l’âge de 41 ans et s’installe en périphérie de Paris au Plessis-Robinson. Il adopte « Rihakou » comme nom d’artiste. D’après le Catalogue de la 43e Exposition de la Société des Artistes Indépendants, société sans jury d’admission ayant pour but de permettre aux artistes de présenter librement leurs œuvres, Harada expose aux côtés d’autres artistes japonais dont Takanori Oguiss (1901-1986) ou Tanaka Yasushi (1886-1941). En 1933, Harada est élu membre associé de la Société Nationale des Beaux-Arts et compose Bouquet de roses, une peinture sur soie délicate représentant de fines roses blanches dans un vase de verre transparent de forme ronde. Il expose l’année suivante au Salon d’Automne et à l’Exposition d’art floral contemporain du Muséum. La critique accueille positivement la technique de peinture sur soie développée par Harada ne permet pas la moindre correction et fait du dessin une étape primordiale du processus créatif. Du 27 mars au 17 avril 1936, la galerie Jean Charpentier consacre une exposition à Harada inaugurée par l’ambassadeur du Japon en France, Naotake Satô (1882-1971) en présence du directeur général des Beaux-Arts, Georges Huisman (1889-1957). Harada  expose une quarantaine de peintures sur soie représentant fleurs, natures mortes et paysages.
Par la suite, il sillonne la France et la Belgique et compose notamment Le Bac d’Anvers en 1937 ; Gorges du Loup et L’Abbaye en 1938 ; Bords de mer en 1939 ; Nu féminin en 1942. En octobre 1942, une exposition consacrée à Harada est organisée à Berlin avec le soutien de la Société germano-japonaise (Deutsch-Japanischen Geselllschaft) et du politicien Yôsuke Matsuoka. En 1952, la ville d’Erstein consacre une exposition à Harada. Il décède le 19 octobre 1954 et est enterré à Niedernai. 

## Harada et l’illustration
En 1942, Harada réalise les illustrations du roman Masako écrit par l’écrivaine franco-japonaise Kikou Yamata (1897-1975). Le livre, publié chez Stock et tiré à 2 000 exemplaires, est agrémenté de plusieurs illustrations au pinceau réalisées dans un style volontairement inspiré des livres illustrés de l’époque Edo. Harada y propose de fidèles représentations de certaines scènes du roman. L’année suivante, Louise Vetch présente Harada à Paul Claudel et à son éditeur Gaston Gallimard dans le cadre de la création du recueil de poème Dodoïtzu de Paul Claudel. En 1945 la version imprimée du Dodoïtzu de Paul Claudel avec les illustrations de Harada Rihakou est éditée.
En 1950, Harada réalise des illustrations pour le Catalogue des vins Nicolas de 1950. Il est le seul artiste japonais à avoir illustré un de leurs catalogues. Cette même année, il quitte la capitale et s’installe définitivement en Alsace avec sa femme. 

## Harada et les arts du spectacle
Harada témoigne très tôt d’un vif intérêt pour le monde du spectacle. C’est d’abord sur les conseils du peintre Kishida Ryûsei qu’il assiste à la pièce de théâtre Chichi no shinpai (L’angoisse du père) du dramaturge Hyakuzō Kurata (1891-1943) joué au théâtre impérial le 24 mars 1922. Il rend visite au dramaturge la même année. Harada fréquente régulièrement le Shintomi-za à Tokyo et pratique divers chants récitatifs : l’utazawa, le nagauta, ou encore le chant kowairo. En 1934, le journal Yomiuri rapporte la tenue à Paris le 7 juin 1934 de la réunion de l’« Assemblée des sons » (Oto no kai), présidée par André Honnorat et Michel Revon, professeur à la chaire de civilisation japonaise de la Faculté des Lettres de Paris. Le but de cette assemblée est de parvenir à enregistrer divers chants folkloriques japonais tirés du récitatif traditionnel ou de la vie quotidienne. Devant un parterre de près de 600 personnes composé d’étudiants et de musicologues, Harada y interprète des chants traditionnels japonais allant de comptines pour enfants au chant de rythme lent Yarisabi, en vogue au XIXe siècle et d’ordinaire accompagné au shamisen.
En 1949, Harada entend parler du projet de l’actrice et danseuse Hélène Goerg de monter la pièce de nô Hagoromo à Paris. Il lui dispense ses conseils et soutient la jeune troupe Percy dans le projet. Il assistera à la représentation de la pièce donnée en mars 1949 au musée Guimet.

## Harada et la poésie
Dans sa jeunesse, Harada se lie d’amitié avec le poète Kawabata Bōsha (en) (1897-1941) et pratique à ses côtés l’art du haikai. Il signe ses compositions du sobriquet de « nez de géant », nom humoristique choisi par Bôsha en raison de son grand nez. 